# Sainte-Marie (Ille-et-Vilaine)
Sainte-Marie is een gemeente in het Franse departement Ille-et-Vilaine (regio Bretagne). De plaats maakt deel uit van het arrondissement Redon. Sainte-Marie telde op 1 januari 2022 2.249 inwoners.
De Bretonse naam van de plaats is Lokmaria-Redon.

## Geografie
De oppervlakte van Sainte-Marie bedroeg op 1 januari 2022 25,28 vierkante kilometer; de bevolkingsdichtheid was toen 89 inwoners per km².

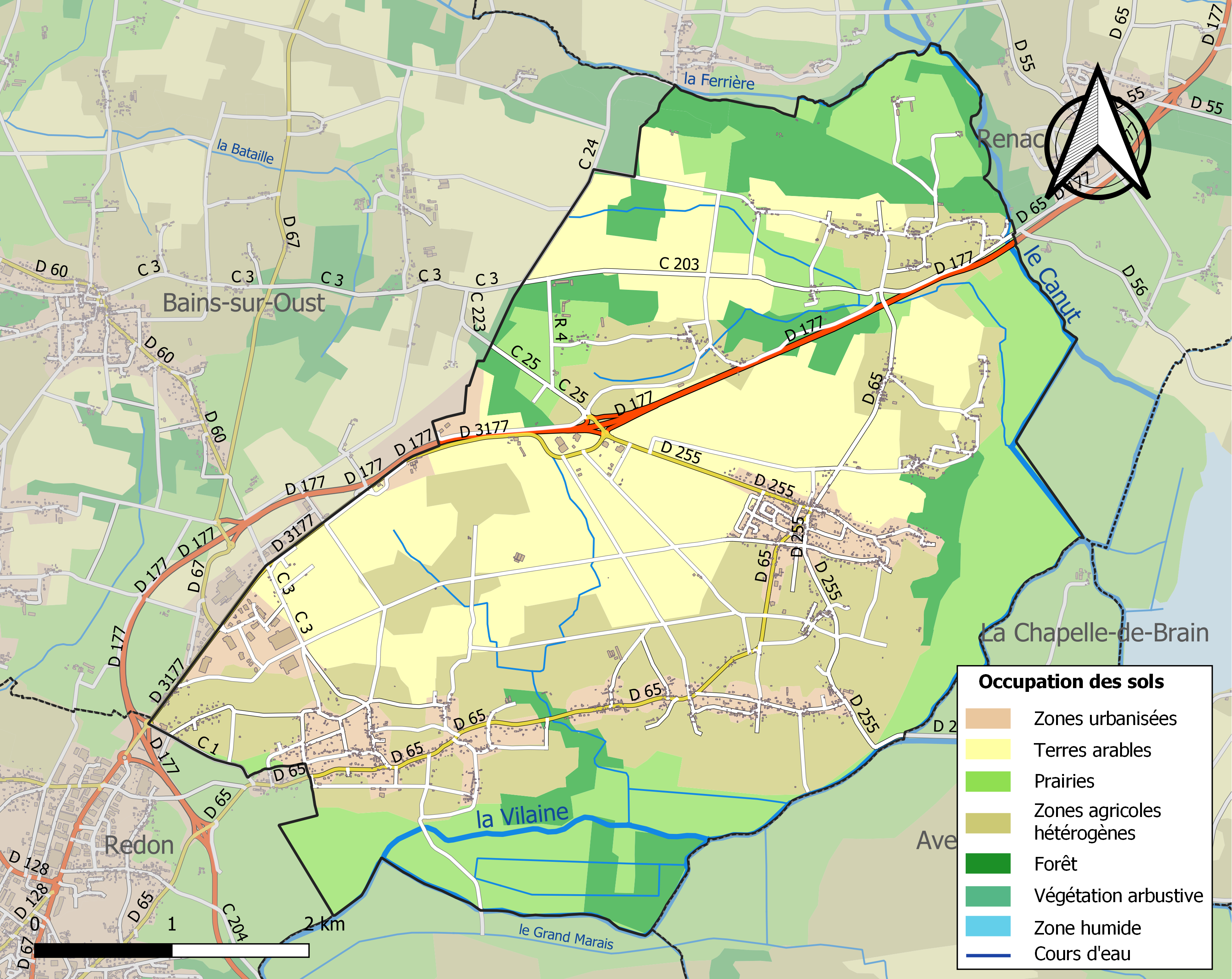
Kaart van de gemeente met belangrijkste infrastructuur, bodemgebruik en omliggende gemeenten

## Demografie
Onderstaande figuur toont het verloop van het inwonertal (bron: INSEE-tellingen).